# Превземане на Бастилията
Превземането на Бастилията (на френски: Prise de la Bastille, среща се и като Щурм на Бастилията, Обсада на Бастилията) в Париж е на 14 юли 1789. Средновековната крепост и затвор, наречена „Бастилия“ (Le Bastille), е олицетворение на кралската власт. По времето на щурма в нея има само седем затворници, но този ден е важен за Френската революция и става емблема на Френската република. Денят на щурма, 14 юли (Le quatorze juillet), е национален празник на Франция и официалното му име е „Празник на федерацията“ (Fête de la Fédération). На английски се използва наименованието „Ден на Бастилията“ (Bastille Day).

## Предистория
През управлението на крал Луи XVI Франция се сблъсква с голяма икономическа криза, причинена от намесването в Американската война за независимост (и неизползваните шансове за инвазия във Великобритания), поради което данъците рязко скачат. При откриването на Генералните щати на 5 май 1789 във Версай възниква процедурен спор, тъй като третото съсловие иска равни права с първото и второто съсловия и съвместно провеждане на заседанията. На 17 юни 1789 делегатите на третото съсловие, заедно с отделни представители от първото и второто съсловие, се самопровъзгласяват за Национално събрание – институция, която да създаде и приеме конституция. Следва полагане на клетва в залата за игра на топка, че събранието няма да се разотиде, докато не изпълни тази задача. Кралската власт се противопоставя и дава заповед за пристигане на войски в Париж, много от които са чуждестранни наемници, но събранието продължава работата си. То се преименува на Учредително събрание на 9 юли, т.е. събрание, което трябва да изработи първата Конституция на Франция.
Събитията, които стават във Версай, пораждат много слухове в Париж. Още от края на юни там се говори, че се подготвя заговор на аристократите начело с Мария Антоанета и братята на краля. Вкарването на кралски войски в града възбужда още повече подозренията, че се готви потушаване на революцията.

### Уволнение на Некер
Кралят смята, че не трябва да отстъпва на исканията на Учредителното събрание и на 11 юли уволнява финансовия министър Некер, когото смята за главен виновник за кризата. Новината за уволнението на Некер обаче се възприема от парижани като доказателство за готвения заговор и предизвиква повсеместна тревога. Заможните се опасяват, че свалянето на Некер ще доведе държавата до банкрут, а за простолюдието се засилва чувството за надвиснала криза и несигурност, вещаещо недостиг на продоволствие и глад. Вълнения има навсякъде – площадни оратори около Пале Роял призовават за съпротива, а санкюлотите атакуват данъчните учреждения и нападат данъчните откупвачи. Центърът на революцията внезапно се премества от предпазливите депутати на Учредителното събрание към вълненията на санкюлотите в Париж. При първите им сблъсъци с кралската армия част от войниците и елитните гвардейци преминават на тяхна страна. Тъй като верните на краля войници от кралския Германски кавалерийски полк са в казармите си, те не предприемат нищо. От друга страна, парижани започват да се въоръжават като предпазна мярка срещу кралските войски.
Париж е обхванат от въстание и по думите на Франсоа Мине „пълен със свобода и ентусиазъм“, дава силна подкрепа на Събранието. Пресата публикува неговите заседания, а по площадите и залите на столицата се организират политически дебати. Тълпа от демонстранти отваря затвора „Абие“, за да пусне онези френски войници, които са били задържани за неподчинение на заповедта да се противопоставят на въстанието. Събранието обаче решава, че е най-добре те да бъдат върнати в затвора.

## Ход на събитията
През целия ден на 13 юли 1789 г. хиляди екзалтирани хора се тълпят пред кметството на Париж с искане да получат оръжие в защита на Учредителното събрание. Общинската управа не може да овладее ситуацията. Сформиран е бунтовнически граждански Постоянен комитет, който изисква да участва в управата на града. Градоначалникът Жак дьо Флесел първоначално отказва, но после склонява да приеме членовете му в кметството и провежда заседание. Първото решение е да се създаде гражданска милиция с численост от по 800 души от всички 60 парижки района, общо 48 000 души, които да потушат вълненията и да поддържат реда.
Флесел съобщава, че ще бъдат осигурени 12 хил. пушки, които трябва да бъдат докарани от Шарлевил, но множеството отказва да чака. Рано сутринта на 14 юли хората нахлува в Дома на инвалидите и въпреки възраженията на управителя превземат намиращите се там 3000 пушки. Те обаче не са достатъчни, необходими са боеприпаси и барут, издигат се искания за оръдия. Демонстрантите смятат, че ще намерят нужното в Бастилията – паметник на репресията и затвор за политическите опоненти на краля. Тя е масивна крепост с 30-метрови стени и широк ров, а защитниците ѝ разполагат с оръдия. През юли 1789 г. там има само 7 затворника, но в нея се съхраняват оръжие и барут. Отбраната се носи от 30 швейцарски войници и 80 военноинвалиди, има и 30 оръдия.
Щурмът започва около обяд и отначало тълпата се опитва да преговаря с коменданта Дьо Лоне (на френски: Bernard-René de Launay) да им предаде някои от оръдията си. Не е ясно кой пръв открива огън, но умират стотина от нападателите. За да спре кръвопролитието, Дьо Лоне капитулира и тълпата обещава да пощади живота му. Той обаче е завлечен до кметството, което е недалеч, и там е убит. Кметът Флесел също е застрелян на стълбището. Главите на двамата са отрязани, забити на копия и разнасяни за назидание. За оправдаване на тези убийства по-късно се появява твърдението, че е имало заговор населението на Париж да бъде уморено от глад. По-късно през същия месец под същия претекст са линчувани още две високопоставени официални лица – Бертие дьо Совини и Жозеф Фуйон.
Участниците в щурма на Бастилията по-късно получават званието „Завоевател на Бастилията“. Кметството възлага на строителния предприемач Пиер Палоа да я разруши и той продава парчета от крепостта като сувенири.:с. 51

## Последици
Една от последиците е създаването на Парижката комуна. Създадена веднага след превземането на Бастилията в сградата на кметството (Отел дьо Вил), тя се състои от 144 делегати, избрани от 48-те района на Париж, създадени за избор на депутати за Учредителното събрание. Първоначално просто избирателни секции, те постепенно се превръщат в постоянни изпълнителни органи с практически неограничени пълномощия. Секциите са не само представители на общинската администрация, занимаващи се с почти всичко, включително с продоволствието, но стават и влиятелни центрове на парижкия политически живот. В новата комуна става кмет Жан Силвен Байи, а маркиз дьо Лафайет оглавява милицията, получила названието Национална гвардия, която предстои да играе ключова роля в бъдещите събития. Националната гвардия използва за свой символ трицветна кокарда в синьо, бяло и червено, получена при комбинирането на червено-синята розетка на Париж и бялата на краля. Тази розетка, или по-скоро цветовата ѝ схема, става символ на революцията и по-късно на самата Франция.
Във Версай новината за щурма на Бастилията предизвиква бягството на редица благородници, като още в нощта на 15 юли заминават единият брат на краля граф Д’Артоа, братовчедите на краля Дьо Конде и Дьо Конти и други. Това е началото на емиграционна вълна, довела до напускането на десетки хиляди благородници, духовници (в резултат на кампанията срещу Църквата) и хора от третото съсловие. Според някои оценки Франция напускат между 150 и 160 хиляди души.:с. 52 Емиграцията на богаташите води до спад в търсенето на луксозни стоки и услуги и до увеличение на безработицата сред онези, обслужвали благородниците.
Обсадата на Бастилията през юли и приемането на „Декларация за правата на човека и гражданина“ (Déclaration des droits de l'Homme et du citoyen) през август са събитията, останали емблематични като начало на Френската революция.

## Национален празник
Френският национален празник се отбелязва всяка година на 14 юли. Този ден е избран през юли 1880 г. от тогавашното правителство на Третата френска република. Преди това датата е променлива, в зависимост от последователните режими. Денят отбелязва две дати: щурмуването на Бастилията от разбунтувалите се парижани на 14 юли 1789 г. и „Деня на федерацията“ на 14 юли 1790 г., отбелязал първата годишнина от щурма. Провеждат се официални събития (военни паради, отдаване на почест) и народни тържества (балове и фойерверки). 

## Галерия
- Изглед от Бастилията, гравюра от XVIII век
- „Арестът на дьо Лоне“, худ. Жан-Батист Лайеман
- „Превземането на Бастилията“, анонимен художник
- Санкюлоти